# Orenburg-Kozakken

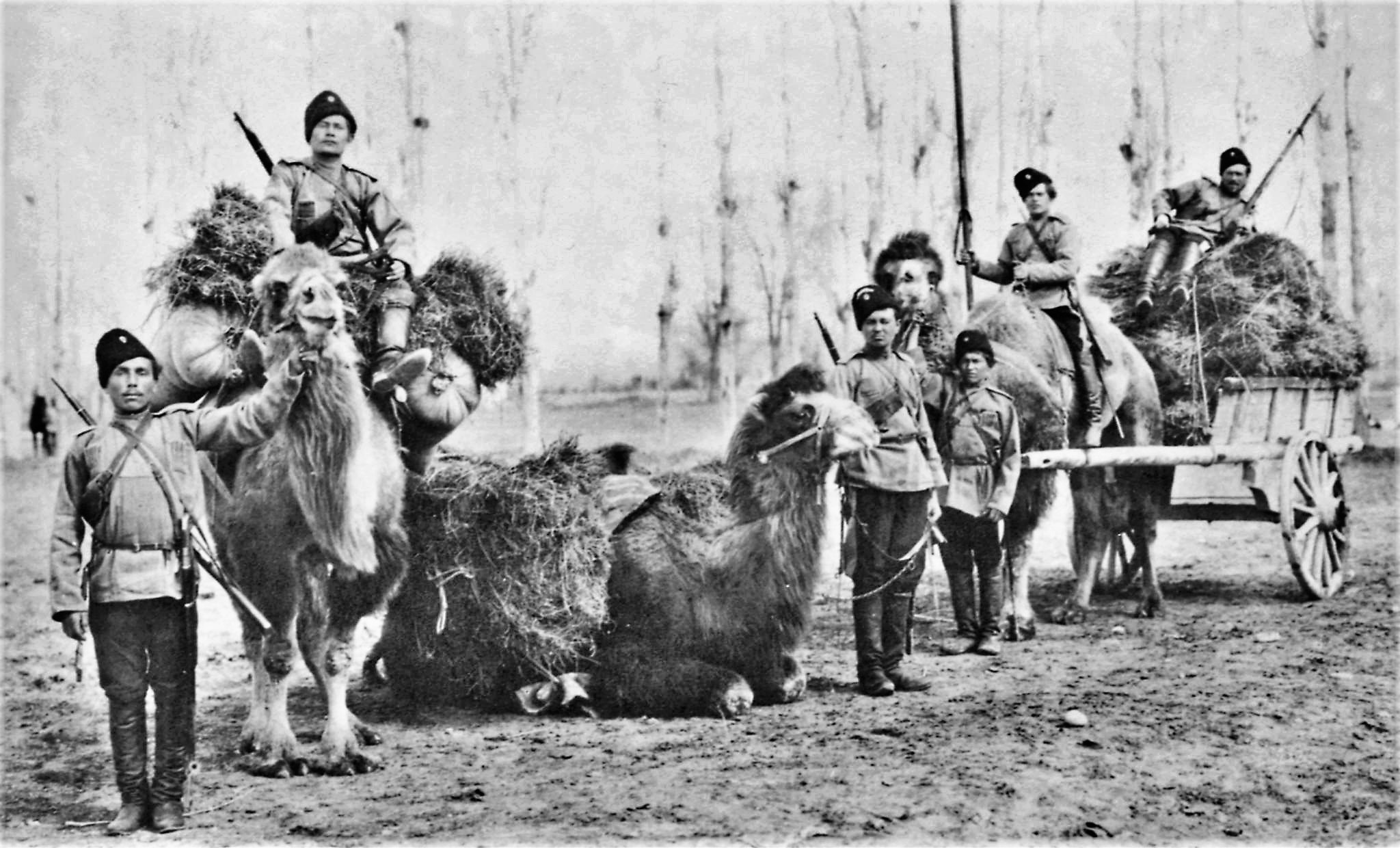
Orenburger Kozakken met kamelen (2e helft 19e eeuw)

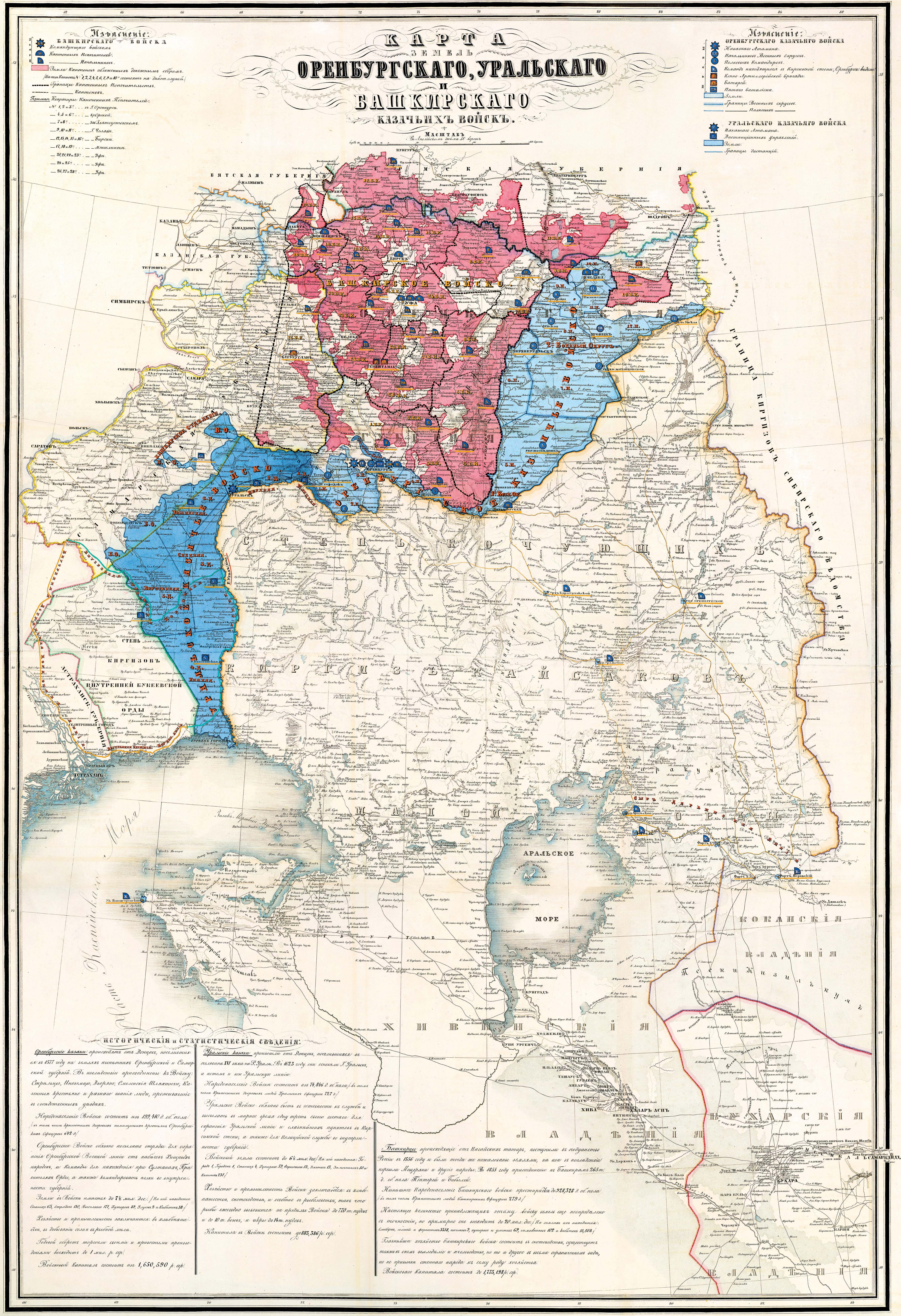
Orenburgse militaire grens:
Oeral-Kozakken
Orenburg-Kozakken
Basjkiers-Misjaarse Kozakken

De Orenburg-Kozakken (Russisch: Оренбургское казачье войско, Orenboergskoje kazatsje vojsko) was een militaire organisatie in het Russische Keizerrijk die bestond van 1755 tot 1920. De Orenburg-Kozakken stamden voornamelijk van Kozakken uit het gouvernement Oefa en de stroomgebieden van de Iset en Samara. Hun woongebied was het gouvernement Orenburg, met het hoofdkwartier in de provinciale hoofdstad Orenburg.

## Geschiedenis
De vestingstad Orenburg werd gebouwd rond 1734. Meerdere honderd Siberische Kozakken, aangevuld met Oeral-Kozakken en Nagajbaken, moesten de grens tussen de Tataren en Kazachen beveiligen. Ze werden na 1748 gebruikt als een niet-reguliere militaire stand van het tsaristische rijk.
In 1755 werden de Orenburg-Kozakken met ongeveer 2.000 mannen officieel deel van het Keizerlijk-Russische leger. Tijdens de Poegatsjov-opstand slaagden ze tussen oktober 1773 en maart 1774 erin een belegering te weerstaan. In 1798 was het hele Orenburg-Kozakkenlegioen ondergeschikt aan het Keizerlijke Russische oppercommando. Hun inzetgebied werd per decreet bepaald.
In 1840 bestond het Orenburg-Kozakkenlegioen uit 10 cavalerieregimenten en 3 artillerieregimenten. De totale Kozakken-bevolking in het gouvernement Orenburg in het midden van de 19e eeuw werd geschat op 200.000.
In 1840/41 werd het legioen per keizerlijk besluit gereorganiseerd. De Orenburg-Kozakken werden bij de tsaar vertegenwoordigd door een ataman, zowel administratief als hoogste militaire leidinggevende, altijd een generaal. In 1873 was dit bijvoorbeeld generaal-majoor Boborykin, die ook gouverneur was van Orenburg. Van 1875 tot 1878 was dit Gregor von Sengbusch).
Het Orenburger Kozakkenlegioen was betrokken bij missies tijdens de Russisch-Zweedse oorlog van 1788 tot 1790, in de oorlogen tegen Napoleon en meerdere campagnes tijdens de Russische verovering van Centraal-Azië.
Aan het begin van de 20e eeuw was de Kozakkenbevolking van de oblast Orenburg gegroeid tot 533.000, en het Kozakkenlegioen bestond uit 6 cavalerieregimenten, 3 artillerieregimenten, 1 cavaleriebataljon, 1 wacht-honderdschap en 2 mobiele honderdschappen.
De troepensterkte tijdens de Eerste Wereldoorlog bestond uit 18 cavalerieregimenten, 5 artillerieregimenten, 1 cavaleriebataljon, 1 wacht-honderdschap, 9 onafhankelijke honderdschappen, 5 reserve-honderdschappen en 39 honderdschappen speciale troepen. In totaal vertegenwoordigden de Orenburg-Kozakken een totaal van 29.000 mannen militair personeel.
Na de Oktoberrevolutie in 1917 splitsten de Orenburg-Kozakken zich. Sommigen vochten tegen de Roden onder ataman Aleksandr Iljitsj Doetov of bij het Oeralleger. Een ander deel sloot zich aan bij het Rode Leger en stichtten het 1e Orenburgse Kozakken Socialistische Regiment, dat in 1918 deelnam aan een campagne tegen het Oeralleger. Het officiële Orenburg-Kozakkenlegioen werd in 1920 buiten dienst gesteld.

## Reactivering
Vanaf 1998 werden meerdere voormalige Kozakkenlegioenen, waaronder ook de Orenburg-Kozakken, opnieuw geactiveerd. Deze Geregistreerde Kozakken van de Russische Federatie zijn Kozakken in paramilitaire formaties, die grotendeels vrijwilligerswerk verrichten voor openbare organisaties en staatsorganisaties en instellingen, op basis van de federale wet van de Russische Federatie van 5 december 2005 betreffende de staatsdiensten van de Russische Kozakken die in Rusland werkzaam zijn of ingezet worden.